# Ocnița (gmina)
Ocnița – gmina w południowej Rumunii, administracyjnie należąca do okręgu Dymbowica.
W skład gminy wchodzi wyłącznie miejscowość Ocnița. Według stanu na rok 2011 liczyła 4325 mieszkańców, zaś w roku 2021 jej liczebność wynosiła 4311 mieszkańców.